# GLP-1
GLP-1 (de afkorting voor het Engelse "glucagon-like peptide 1", in het Nederlands: glucagon-achtig peptide 1) is een darmhormoon dat deel uitmaakt van de groep der incretines. Naast GLP-1 is ook GIP een belangrijk incretinehormoon.
GLP-1 reduceert indirect de bloedglucosespiegel. Dit gebeurt door onder andere door het stimuleren van de beta-cellen van de pancreas tot secretie van insuline. Insuline stimuleert op zijn beurt de afbraak van glucose (glycolyse) en remt de aanmaak van glucose (via de gluconeogenese en glycogenolyse). Bovendien wordt de opname van glucose in de perifere weefsels bevorderd. Naast het effect op insuline wordt ook de maaglediging door dit eiwit vertraagd en heeft het effect op de hongercentra in de hersenen.
Bepaalde farmaca, de zogenaamde GLP-1 receptor agonisten worden voorgeschreven bij diabetes type II en obesitas.

## Incretines
Een verhoogd glucose (bloedsuiker) in het bloed zorgt voor vrijkomen van insuline uit de beta-cellen van de alvleesklier (met als doel het glucose weer te verlagen). In experimenten in de 19e eeuw werd echter gezien dat als je glucose oraal geeft, dat er dan meer insuline wordt aangemaakt dan dat als je glucose via het infuus geeft, ondanks dat de glucosewaarden in het bloed hetzelfde zijn. Dit noemde men het incretine effect. Er zijn meerdere incretine-hormonen bekend, maar de belangrijkste zijn GLP-1 en GIP. Lang werd gedacht dat GLP-1 het belangrijkste incretine-hormoon was, maar recente studies laten zien dat GIP bij gezonde mensen sterker is .

## Effecten van GLP-1
Een belangrijk onderscheid moet worden gemaakt als het gaat om de effecten van GLP-1: is het GLP-1 dat de darmen zelf hebben gemaakt, of is het GLP-1 dat gegeven wordt als medicijn (een GLP-1 receptor agonist).
Lichaamseigen GLP-1: normaal is er maar weinig GLP-1 aanwezig in het lichaam, en worden de spiegels vooral hoger na het eten. Zodra dit gebeurt wordt, waarschijnlijk voornamelijk via de nervus vagus, een effect gezien op insuline secretie en maagontlediging. Omdat GLP-1 snel wordt afgebroken is dit effect tijdelijk. Het idee is dat lichaamseigen GLP-1 vooral helpt met het opvangen van de glucose piek na een maaltijd.
Medicijn: met een GLP-1 receptor agonist worden de spiegels van GLP-1 vele malen hoger dan wat gebruikelijk is, en blijven deze spiegels zo hoog gedurende de hele dag (dus niet alleen rondom de maaltijden). Hierdoor worden alle cellen die gevoelig zijn voor GLP-1 geprikkeld, ook de cellen die normaal weinig tot geen GLP-1 zien. Met GLP-1 receptor agonisten worden dus veel meer en veel sterkere effecten gezien dan met lichaamseigen GLP-1.